# Gewone berkenboleet
De gewone berkenboleet (Leccinum scabrum) is een paddenstoel uit de familie Boletaceae. Het is een ectomycorrhizapartner van Berk op iets zure, vaak zandige of venige bodems. Hij komt algemeen voor van de zomer tot de herfst, vooral in de duinen en op de hoge zandgronden, iets minder frequent in de veen- en kleigebieden. 

## Habitat
Zoals de naam doet vermoeden, groeit de berkenboleet voornamelijk bij berken. Vooral in bos en heide op droge zure zandgrond is de soort algemeen voorkomend.

## Eigenschappen

### Uiterlijke kenmerken
Hoed
De hoed van deze boleet heeft een diameter van 5-10 cm. De vorm is half bolvormig tot gewelfd. De kleur is grijsbruin. Onder een loep ziet deze er viltig of korrelig uit. Het vlees verkleurt niet of hoogstens roze in de hoed.
Steel
De steel heeft een lengte van 8-12 cm en een dikte van 2-3 cm. De steel is bovenaan cilindervormig en verbreedt zich naar onderen toe. Hij is witachtig met schubjes. De schubjes zijn meestal fijn en klein, vaak in lengterijtjes aan de top van de steel, en worden grover en dichter op elkaar in het onderste deel. Het basismycelium is wit. Het vlees kleurt hoogtens roze in de steeltop, nooit blauwgroen in de steelvoet.
Buisjes
De buisjes zijn ca. 15 mm lang en welven onder de hoedrand uit. Er zijn ca. 2 poriën per mm. Ze zijn witachtig tot grijs en verkleuren bruin bij beschadiging.
Geur
De boleet heeft een vage geur en smaak, maar deze zijn niet onderscheidend.
Sporenprint
De sporenprint is olijfachtig bruin.

### Microscopische kenmerken
De sporen zijn smal ellipsvormig tot subfusiform, dunwandig met oliedruppels en meten 14-20 × 4.5-5-5 micrometer. Verder zijn microscopisch kenmerkend de lange caulocystidia (steel) en de losse structuur van de hoedhuid.

## Verspreiding
Wijd verspreid in geheel Europa. In Nederland komt hij zeer algemeen voor. Hij staat niet op de rode lijst en is niet bedreigd.